# 2M1207b

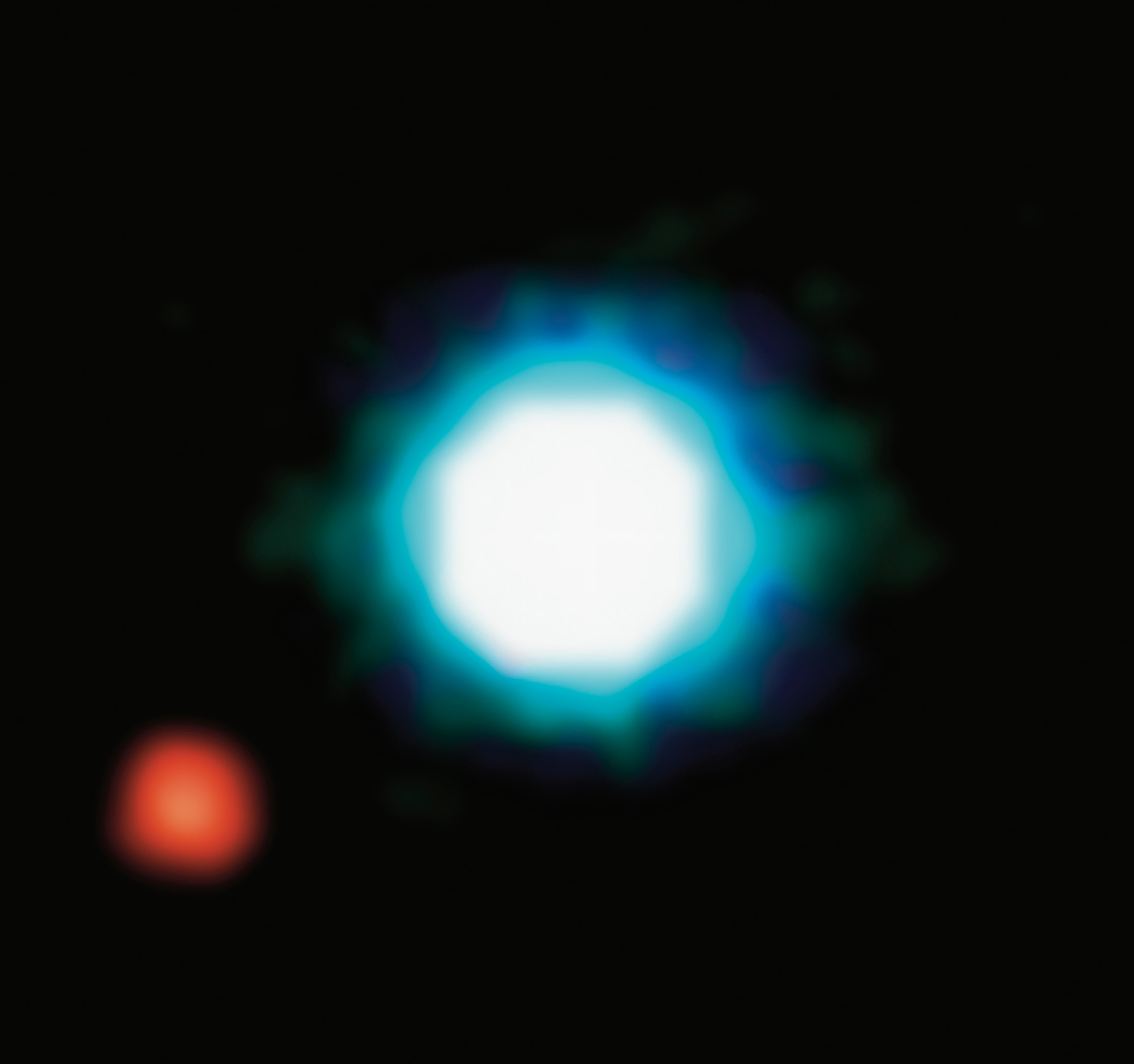
Primera foto planeta extrasolar ESO.

2M1207b é um objeto de massa planetária orbitando a anã castanha 2M1207, na Constelação Centaurus, aproximadamente a 170 anos-luz do Planeta Terra. Notável como um dos primeiros candidatos a Planeta extra-solar por ser diretamente observável (imagem por infravermelhos), foi descoberto em Setembro de 2004 pelo Very Large Telescope (VLT) no Observatório Paranal, no Chile por uma equipe do Observatório Europeu do Sul liderado por Gaël Chauvin. Acredita-se ser de 3 a 10 vezes a massa de Júpiter e pode órbitar 2M1207 a uma distância aproximadamente igual à que Plutão tem do Sol.
O objeto é um gigante de gás muito quente, a temperatura superficial é estimada em 1600 K (1300 °C ou 2400 °F), principalmente devido a contração gravitacional. A sua massa é bem inferior ao limite calculado para a fusão de deutério em anãs castanhas, que é de 13 massas de Júpiter. A distância entre 2M1207b e sua estrela é de cerca de 40 UA (similar à distância média entre Plutão e o Sol). O seu espectro infravermelho indica a presença de moléculas de água na sua atmosfera. O objeto não é um provável candidato a suportar a vida, quer na sua superfície quer em qualquer satélite.